# Gare de Saint-Julien-du-Sault
Pour les articles homonymes, voir Gare de Saint-Julien.
La gare de Saint-Julien-du-Sault est une gare ferroviaire française de la ligne de Paris-Lyon à Marseille-Saint-Charles, située sur le territoire de la commune de Saint-Julien-du-Sault, dans le département de l'Yonne, en région Bourgogne-Franche-Comté.
Elle est mise en service en 1849, par l'État français. C'est une gare de la Société nationale des chemins de fer français (SNCF), desservie par des trains TER Bourgogne-Franche-Comté.

## Situation ferroviaire
La gare de Saint-Julien-du-Sault est située au point kilométrique (PK) 134,637 de la ligne de Paris-Lyon à Marseille-Saint-Charles, entre les gares de Villeneuve-sur-Yonne et de Joigny. Son altitude est de 80 m.

## Histoire

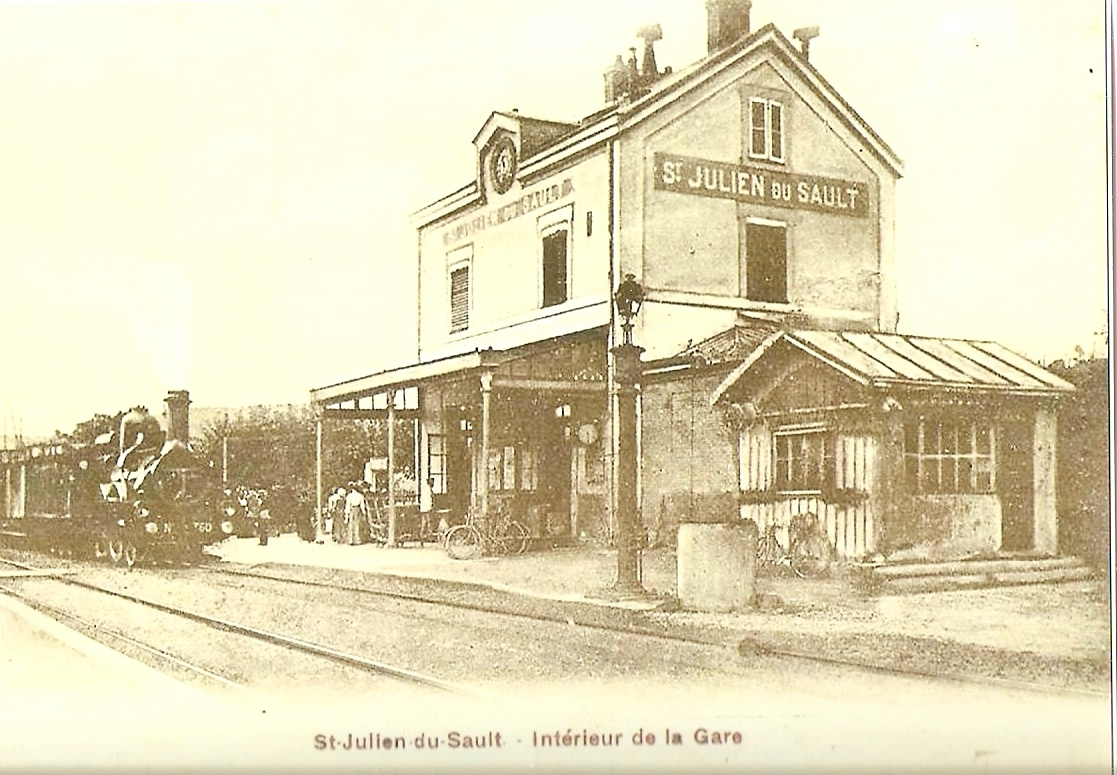
La gare, au début du XX.

Elle a été mise en service le 12 août 1849 par l'État français. Elle devient une gare de la Compagnie du chemin de fer de Paris à Lyon en 1852 puis de la Compagnie des chemins de fer de Paris à Lyon et à la Méditerranée (PLM) en 1857. Ses voies ont été électrifiées en août 1950.
La caractéristique du bâtiment est d'avoir été construit par l'architecte en chef de la Compagnie du chemin de fer de Paris à Lyon, le saint-simonien François-Alexis Cendrier, qui a également construit la gare de Lyon à Paris, la gare de Sens, etc. Il a réalisé ces gares selon des modèles standardisés ; celle de Saint-Julien correspond au type : « à deux portes » (stations de 3e classe). Il a été complété par des extensions, sans étage, au cours du temps.
La première locomotive et les premiers wagons passèrent à Saint-Julien le 1er mai 1849, jour de l'ouverture de la section de Paris à Tonnerre, de 197 kilomètres. Avec l'apparition du chemin de fer, on vit aussi apparaître de nouveaux métiers et le recensement de 1851 fait état de deux ménages (onze personnes) qui occupent la station, ainsi que dans Saint-Julien où habitent un chef d'équipe, un garde-ligne, un cantonnier, un employé, deux ouvriers, deux garde-barrières et un garde auxiliaire.
Dans la nuit du 12 au 13 novembre 1869, un train de voyageurs comprenant des voitures postales et un train de marchandises se sont heurtés entre Saint-Julien-du-Sault et Villeneuve-sur-Yonne. Les trains ont déraillé mais il n'y a eu aucun blessé. Un groupe acheté pour le compte du musée du Louvre, représentant Vénus, qui avait été offert par Louis XIV à des ambassadeurs chinois, se trouvait dans un des deux trains ; il a été épargné.
Dans la nuit du 9 au 10 décembre 1871, une collision se produisit entre un train de messagerie et un train de voyageurs au cours de laquelle un mécanicien et un chauffeur ont été grièvement blessés.
Après un an de travaux, c'est le 23 août 1950 à 9 h que passa à 103 km/h le premier train en traction électrique, qui effectuait le trajet entre Paris-Gare-de-Lyon et Laroche - Migennes. Les essais durèrent jusqu'à la fin du mois d'août.
En 2016, selon les estimations de la SNCF, la fréquentation annuelle de la gare est de 24 249 voyageurs, ce nombre s'étant élevé à 25 065 en 2015 et à 23 669 en 2014.

## Service des voyageurs

### Accueil
Halte SNCF, elle dispose d'automates permettant l'achat de titres de transport TER.

### Desserte
Saint-Julien-du-Sault est une gare du réseau TER Bourgogne-Franche-Comté, desservie par des trains qui effectuent des missions entre les gares de Paris-Lyon et Laroche - Migennes.

## Service des marchandises
Cette gare est ouverte au service du fret.